# Герб Нижнього Новгорода
Герб Нижнього Новгорода — офіційний символ-герб обласного центра Росії міста Нижнього Новгорода, затверджений 15 жовтня 1992 року.

## Опис
Герб Нижнього Новгорода — «у білому полі червоний олень, роги й копита чорні». Щит обрамлений стрічкою ордена Леніна.
У деяких випадках верх щита увінчаний короною.

## З історії герба
Першу версію герба Нижнього Новгорода було затверджено 16 серпня 1781 року. Споконвічно нижньогородський олень був більше схожий на лося, а сам герб називали «Весела коза».
Перезатверджено історичний нижньогородський герб 15 жовтня 1992 року.
У 2005 році в Державний геральдичний реєстр було внесено іншу версію герба. На новій версії з'явилася золота баштова корона з лавровим вінком. Геральдичний щит обрамлений з боків і знизу стрічкою ордена Леніна.